# Marsz mężczyzn

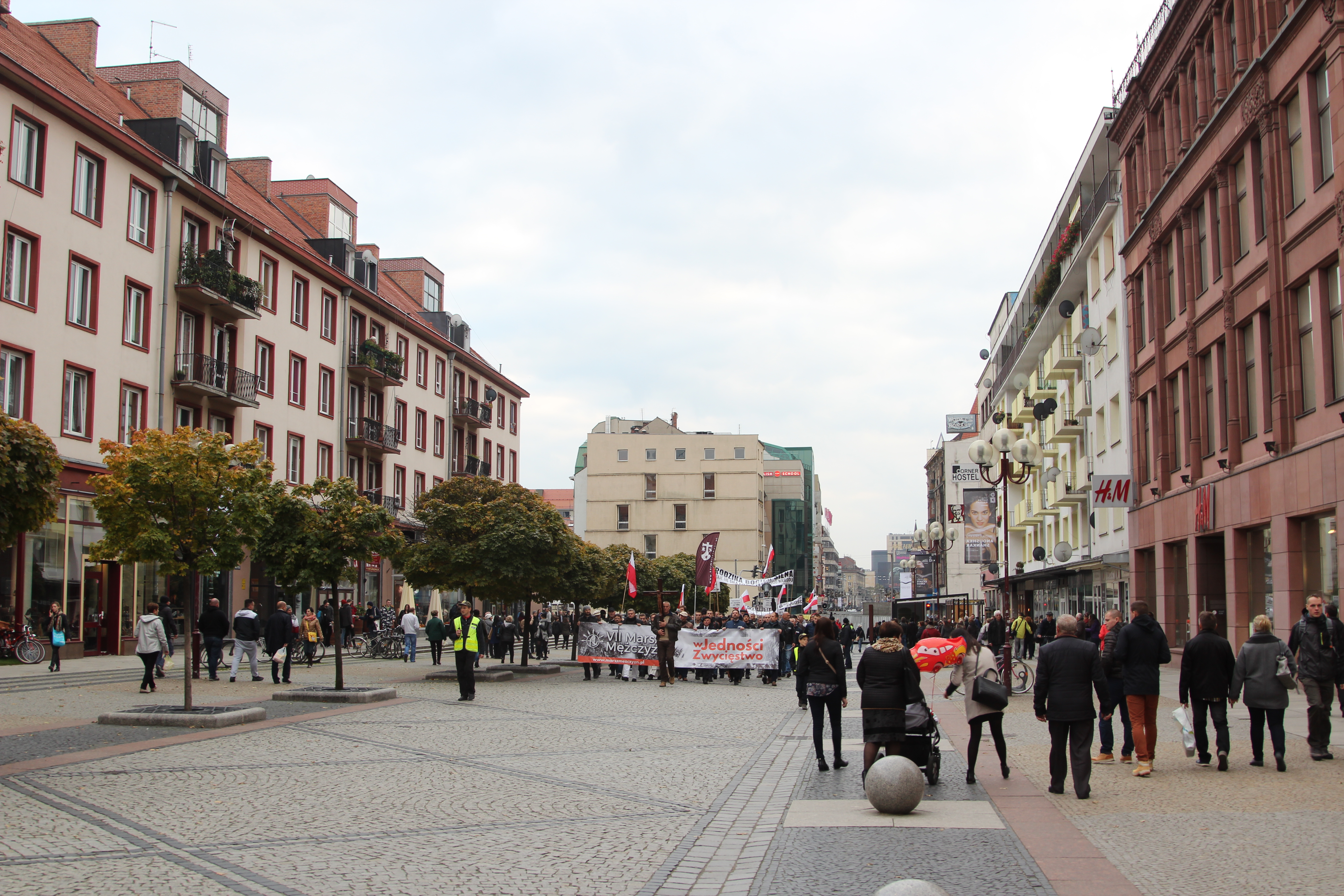
Marsz Mężczyzn na ul Świdnickiej w 2016 roku

Marsz mężczyzn – manifestacja w postaci przemarszu ulicami Wrocławia, odbywająca się w latach 2010– 2016 raz w roku ostatnią niedzielę października. 
Marsz Mężczyzn został zainicjowany przez katolickie stowarzyszenia we Wrocławiu i został po raz pierwszy zorganizowany w 2010 roku. Zgodnie z deklaracją organizatorów marsz ma na celu jednoczenie i motywowanie mężczyzn kościoła katolickiego.

## Historia
W 2010 roku stowarzyszenie Przyjaciół Duszpasterstwa Akademickiego „Wawrzyny”, wspólnota „Droga Eliasza” oraz wspólnota „Agalliasis” w odpowiedzi na wezwanie papieża Benedykta XVI do wspólnej modlitwy w intencji obrony życia zorganizowały pierwszy Marsz Mężczyzn we Wrocławiu. Formuła marszu mężczyzn została przyjęta wzorem św. Jana Marii Vianneya, który nawracanie również rozpoczął od mężczyzn, a marsz został uznany za formę najlepiej odpowiadającą mężczyznom.
| Edycja | Data                      | Hasło Marszu                     |
| ------ | ------------------------- | -------------------------------- |
| I      | 27 listopada 2010(dts)    | Marsz Mężczyzn w Obronie Życia   |
| II     | 19 listopada 2011(dts)    | Odważnie ku Prawdzie             |
| III    | 21 października 2012(dts) | Mocni Wiarą                      |
| IV     | 27 października 2013(dts) | Wierni Bogu - Wierni Rodzinie    |
| V      | 26 października 2014(dts) | Wolni i odpowiedzialni w Jezusie |
| VI     | 25 października 2015(dts) | Synowie Miłosierdzia             |
| VII    | 23 października 2016(dts) | W Jedności Zwycięstwo            |
| VIII   | nie odbył się             | nie odbył się                    |